# 储成才
储成才（1966年—），安徽岳西人，中国民主同盟盟员，国家杰出青年基金获得者，华南农业大学教授。

## 生平
1986年本科毕业于安徽师范大学生物系，1989年研究生毕业于河南师范大学，获中国科学院植物研究所硕士学位。1996年获德国马丁路德大学博士学位。1999年入选通过中国科学院百人计划引进回国，任中国科学院遗传与发育生物学研究所研究员。2021年调至华南农业大学，任农学院院长。

## 学术贡献
主要从事水稻营养高效利用及作物分子设计育种等领域研究工作。在Nature，Nature Genetics，Nature Biotechnology，Nature Plants，Nature Communications，PNAS，Plant Cell，Molecular Plant等刊物发表论文140多篇，获授权专利18项。2019－2024年连续入选科睿唯安“高被引科学家”。先后入选首批新世纪百千万人才工程国家级人选、科技部创新人才推进计划重点领域创新团队、万人计划科技创新领军人才。

## 社会兼职
全国科学技术新词委员会委员，国家知识产权局中国专利审查技术专家，中国遗传学会理事，中国作物学会分子育种专业委员会副会长，《遗传》、《作物学报》、《激光生物学报》、《农业生物技术学报》等期刊副主编。

## 奖励与荣誉
- 2006年，获国务院政府特殊津贴
- 2016年，获全国优秀科技工作者称号
- 2016年，获第六届中国侨界贡献奖[5]
- 2025年，获广东省劳动模范荣誉称号[6]